# محمد لطیف انصاری
محمد لطیف انصاری (۱۹۷۹–۱۸۸۷) محقق، شاعر، مورخ و روحانی مسلمان شیعه قرن بیستم اهل پاکستان بود. انصاری در هند به دنیا آمد اما بلافاصله پس از استقلال پاکستان به پاکستان تازه تأسیس مهاجرت کرد. در پاکستان در شهر وزیرآباد اقامت گزید. او بیشتر عمر خود را در کنیا گذراند، جایی که تا به امروز توسط جامعه شیعه به خاطر آوردن تشیع فعال و سازمان یافته به کشور یاد می‌شود. انصاری ده سال آخر عمرش را نیمه فلج گذراند. اگرچه او نویسنده ای پرکار بود، اما بسیاری از کتاب‌هایش منتشر نشدند.